# Palmira
Palmira, danes Tadmor (arabsko تدمر), kar v aramejščini pomeni palma, je majhno mesto v osrednji Siriji. Nahaja se približno 200 km severovzhodno od Damaska, okoli 140 km vzhodno od Homsa in okoli 190 km jugozahodno od Deir ez-Zura. V bližini mesta stoji zloglasni zapor Tadmor.

## Zgodovina
Arheološka izkopavanja so pokazala, da je območje današnjega mesta v oazi sredi puščave bilo naseljeno že v paleolitiku in neolitiku, ko je bilo podnebje še občutno vlažnejše in milejše kot danes. Prve pisne omembe Palmire so bile najdene v arhivih v Mariju iz 2. tisočletja pr. n. št. Postojanki ob pomembni karavanski poti med severno Sirijo in Mezopotamijo so najprej vladali Asirci, zatem Perzijci, nato pa je bila vključena v imperij Aleksandra Velikega. Po njegovi smrti je formalno prišla pod oblast Selevkidov, dejansko pa je bila tako rekoč neodvisno mesto.
Leta 41 pr. n. št. so jo Rimljani pod vodstvom Marka Antonija prvič poskušali zavzeti. Prebivalci so pravočasno izvedeli za te namere in pobegnili proti Evfratu. To dokazuje, da je takrat še vedno bila nomadska naselbina, in prebivalci so zato lahko hitro prenesli vse svoje premoženje na varno. Leta 19 je bila rimska 10. legija uspešnejša in osvojila naselbino. Okoli leta 60 je kot del tamponskega območja med Rimom in Parti prišla neposredno pod oblast senata. Pomembna prelomnica je tudi leto 106, ko so Rimljani osvojili Palmiri konkurenčno Petro, s čimer se je skozi Palmiro povrnil dobršen del prometa. Ob Hadrijanovem obisku leta 128 je bila razglašena za »svobodno mesto« s pravico do lastnega davčnega sistema. Leta 212, v času cesarja Karakale je Palmira postala rimska kolonija, prebivalci so dobili enake pravice kot ostali in bili oproščeni plačevanja imperialnih davkov.
Sredi 3. stoletja, v času krize Rimskega imperija, se je lokalni plemič Odainat razglasil za kralja in premagal Sasanide, ki so z vzhoda povzročali nemalo težav Rimu. Cesar Valerijan mu je podelil naslov corrector totius orientis in pod njegovo poveljstvo so prišle vse rimske čete v regiji. Leta 268 je bil umorjen med boji z Goti v Kapadokiji. Ker je bil edini sin Valabatus zaradi mladoletnosti premlad za vladanje, je oblast v njegovem imenu prevzela vdova Zenobija, po lastnih besedah potomka Kleopatre, s čimer se je pričelo zadnje zlato obdobje v zgodovini mesta.
Rim se zaradi njene domnevne vpletenosti v umor moža s tem ni strinjal in je nad Palmiro poslal vojsko, da bi jo strmoglavila. Zenobija je ta napad zlahka odbila in prevzela nadzor nad celotno provinco Sirijo, nato je uspešno oblegala prestolnico province Arabije Bosro, zatem pa je zasedla še Egipt. Takratni cesar Avrelijan je najprej s pogajanji neuspešno poskušal prenesti oblast na njenega sina, po Zenobijini razglasitvi neodvisnosti in neuspešnem obleganju Antiohije pa je rimska vojska končno prevzela pobudo, leta 271 zasedla Palmiro, med begom čez Evfrat zajela Zenobijo in jo poslala v Rim. Naslednje leto se je Palmira neuspešno uprla rimskim okupatorjem, ti pa so mesto razdejali, po čemer si ni nikdar več opomoglo. Postalo je vojaško oporišče ob vzhodni meji imperija in Dioklecijan jo je še doatno utrdil ter s tem izdatno spremenil mestno podobo.
Ob koncu 3. stoletja je v Palmiro prišlo krščanstvo in bizantinski cesar Justinijan I. je dal kasneje obnoviti cerkve in utrdbe, karavanski promet pa je do takrat že skoraj povsem zamrl.
Leta 634 jo je zasedel arabski general Khalid ibn al-Valid. V 12. stoletju je general Abdul Hasan Jusuf ibn Fairuz dal utrditi Belov tempelj (1232 - 1233), kjer je nastala majhna vas, ter na bližnjem hribu postaviti  grad. Naselje je postalo povsem nepomebno in ostanke nekdanjega mesta je sčasoma prekril pesek.

## Ponovno odkritje
Do ponovnega »odkritja« Palmire je prišlo leta 1678, ko sta jo obiskala dva v Alepu nastanjena angleška trgovca in bila na poti oropana. Za njima je prišlo še nekaj radovednežev, leta 1751 pa je angleška odprava pričela s prvimi izkopavanji, ki so pritegnila čedalje več obiskovalcev iz Alepa in Damaska. S prvimi zares sistematičnimi raziskavami in izkopavanji pa so šele tik pred 1. svetovno vojno pričeli Nemci, takratni turški zavezniki. Leta 1929 so njihovo delo nadaljevali francoski arheologi, ki so vaščane iz Baalovega templja preselili v današnji Tadmor severovzhodno od antičnega mesta. Po 2. svetovni vojni, ko je Sirija postala neodvisna, je delo nadaljevalo več tujih arheoloških odprav in ga ni dokončalo vse do danes.

## Palmira danes
Danes je ohranjena kolonada ob približno kilometer dolgem decumanusu (glavni ulici v smeri vzhod - zahod), ki se na vzhodnem koncu pričenja s slavolokom. Na južni strani mu kmalu sledijo ostanki temeljev Nabojevega templja (Nabo je bil lokalni bog usode), na nasprotni strani pa Dioklecijanovo kopališče. Na južni strani sledi polkrožno gledališče, temu pa sredi ulice tetrapilon - trg, kjer na vsakem vogalu stoji struktura s štirimi stebri, znotraj vsake je stal kip pomembnega meščana. Južno od tetrapilona stoji agora, kjer so potekale razprave med meščani in trgovina z mimoidočimi karavanami. Vzhodno od agore sta plačilno dvorišče, kjer so obračunavali davke (tabla s »cenikom« je danes v Sankt-Peterburgu), in zgradba mestnega senata, zahodno od agore pa prostor za bankete. Severno od tetrapilona, približno 200 m od glavne ulice, se nahajajo ostanki templja Baal Šamina, feničanskega boga neviht in dežja.
Glavna ulice se nadaljuje skozi manj raziskani predel in po 500 metrih doseže pogrebni tempelj, ki je pravzaprav grobnica bogate družine. Ulica tu zavije proti jugu in kmalu doseže Dioklecijanov tabor, ki je nastal ob prelomu 3. stoletju, domnevno na mestu nekdanje Zenobijine palače.
Blizu vzhodnega konca glavne ulice stoji Belov tempelj, ki je bil v 12. stoletju obzidan v utrdbo. Sam tempelj, ki stoji sredi te utrdbe, je bil že v helenističnem času sezidan iz blata, današnji pa je nastal leta 32. V kompleks spadajo še hiša za bankete, oltar za žrtvovanje, vdrti prehod, ki je služil dovodu žrtvovanih živali, in vodni zbiralnik za obredno umivanje.
Južno in jugozahodno od mesta se je nahajala dolina grobnic, nekropola z ohranjenimi stolpi, kjer so pokopavali umrle v več nadstropjih. Najbolj ohranjen med njimi je Elabelov stolp iz leta 103, kjer so lahko shranili do 300 sarkofagov. 
Poleg stolpov je pokopu umrlih služilo tudi okoli 50 podzemnih grobnic - hipogejev. Jarhajev hipogej, ki se je nahajal poleg Elabelovega stolpa, je bil v celoti prenešen v Narodni muzej v Damasku. Izmed preostalih je najzanimivejši s freskami okrašen hipogej treh bratov, kamor mrtve zakopavali med letoma 160 in 191. Ime je dobil po eni izmed fresk, kjer so upodobljeni portreti treh bratov v ovalnih okvirih.

Na bližnji vzpetini zahodno od mesta je libanonski plemič Fakhredin, ki je s Turki tekmoval za kontrolo nad sirsko puščavo, v 17. stoletju dal zgraditi grad Qalaat ibn Maan, verjetno na ostankih starejšega gradu.